# Кайтагская вышивка
Кайтагская вышивка — вид вышивки односторонней гладью «в прикреп» по домотканной хлопковой ткани шёлковыми нитями. Впервые обнаружена исследователями в Кайтагском районе Дагестана, наиболее распространена в преимущественно даргинских районах: Акушинском и Дахадаевском. Самые ранние дошедшие до нас экземпляры датируются концом XVII века, большинство сохранившихся работ этого вида были созданы в XVIII—XX веках.

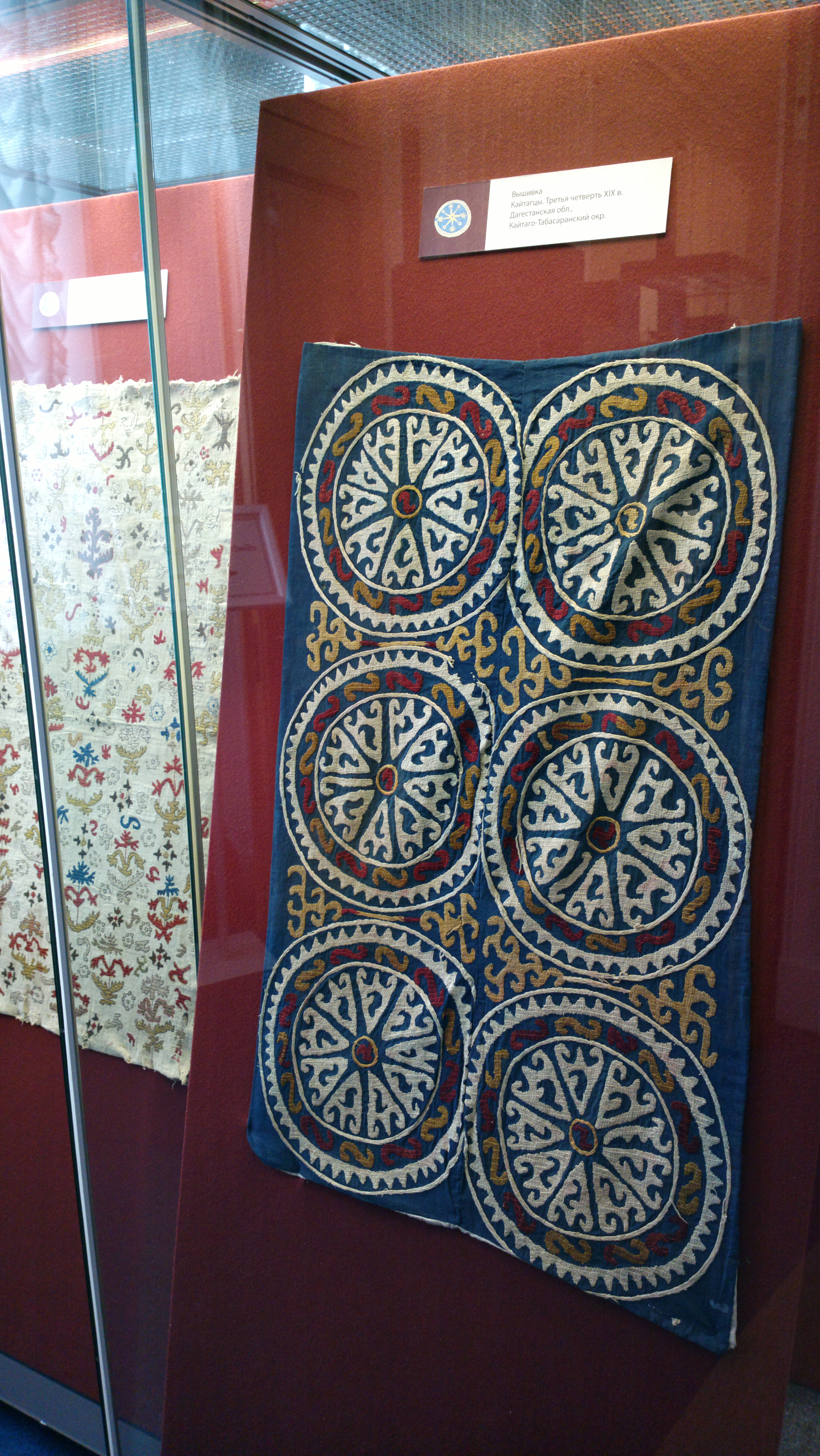
Кайтагская вышивка. 1875—1899, Кайтаго-Табасаранский район

## Описание
Кайтагские вышитые полотна имеют размер около 100×50 см, для фона выбирали ровно окрашенную ткань красного, зелёного, синего или натурального цвета. Цвета нитей в основном тёплые, коричнево-красные, жёлтые и золотистые (иногда использовалась и золотая и серебряная нить), бледно-зелёные, а также тёмно-синие. Орнаменты графичные, текучие и часто несимметричные, в них прослеживается влияние оттоманского, греческого, североафриканского, персидского и китайского искусства и изображений с резных каменных надгробий. Используется 16 видов швов и стежков и множество ритуальных орнаментов: солярные знаки, кресты, изображения животных и антропоморфные фигуры, символы огня, плодородия. Техника создания вышивки следующая: на ткань параллельно укладывают шёлковые нити, которые затем пришивают к ней короткими стежками.
Вышитая ткань сама считается оберегом. Вышивку с яркими схематичными изображениями солнца, птиц, зверей и глаз клали на новорождённых; в полотно с цветочно-геометрическими орнаментами оттоманского стиля невеста заворачивала свои украшения и подарки на свадьбе; на похоронах лицо умершего покрывают вышивкой с лошадями. Из вышитых полотен делают подушки, подшивая под низ ещё одно хлопчатобумажное полотно, ими иногда покрывали сундуки с приданым. После смерти владельца переходит по наследству детям.
Исследователи из Российской империи изначально посчитали все кайтагские вышитые полотна декоративными наволочками на подушки, позже стало известно об охранном значении вышивки. Кайтагскую вышивку изучал исследователь Роберт Ченсинер, посвятивший им книгу Kaitag: Textile art from Daghestan, содержащую обширный каталог.

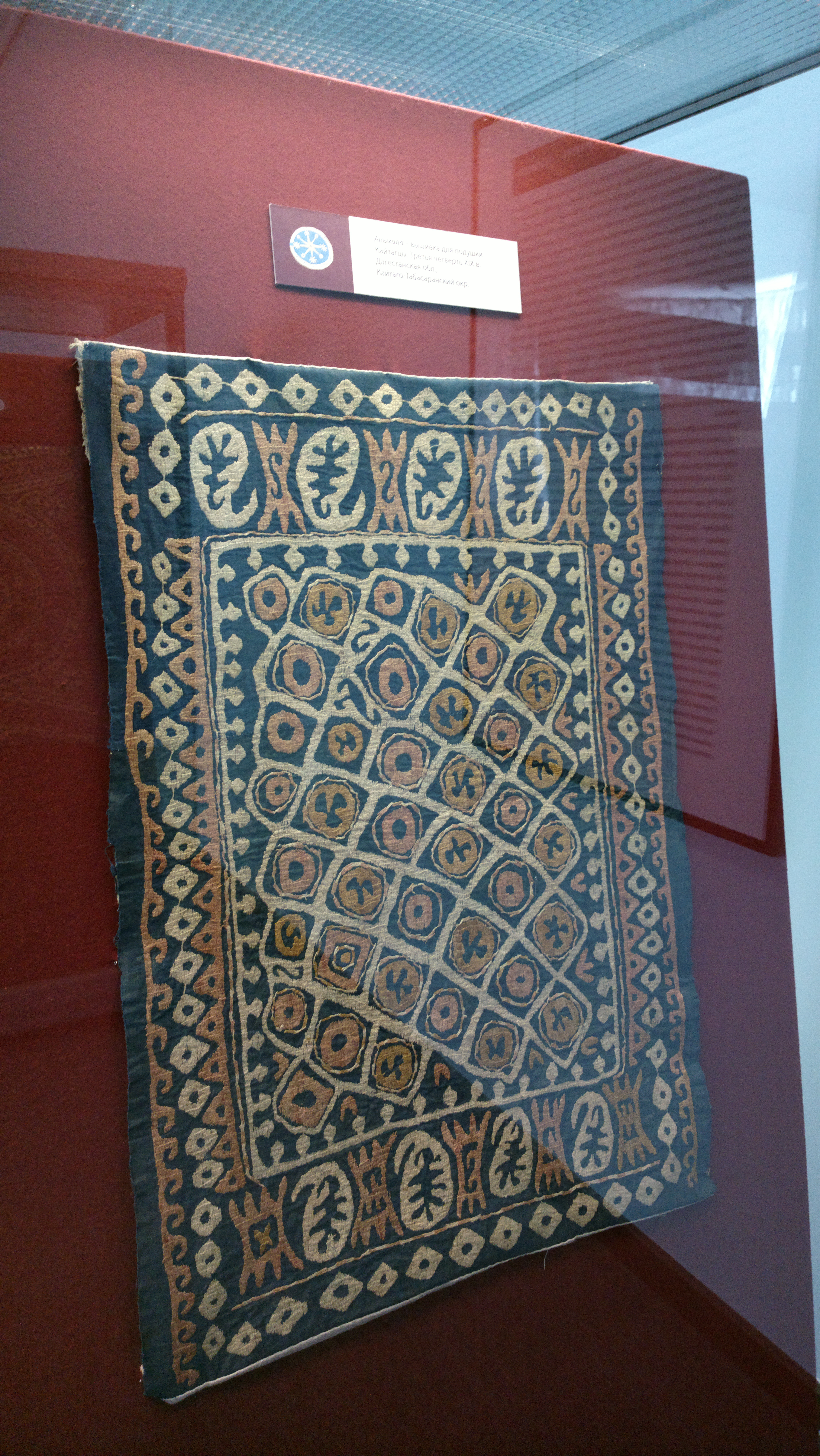
Вышивка для подушки, 1875—1899, Кайтаго-Табасаранский район
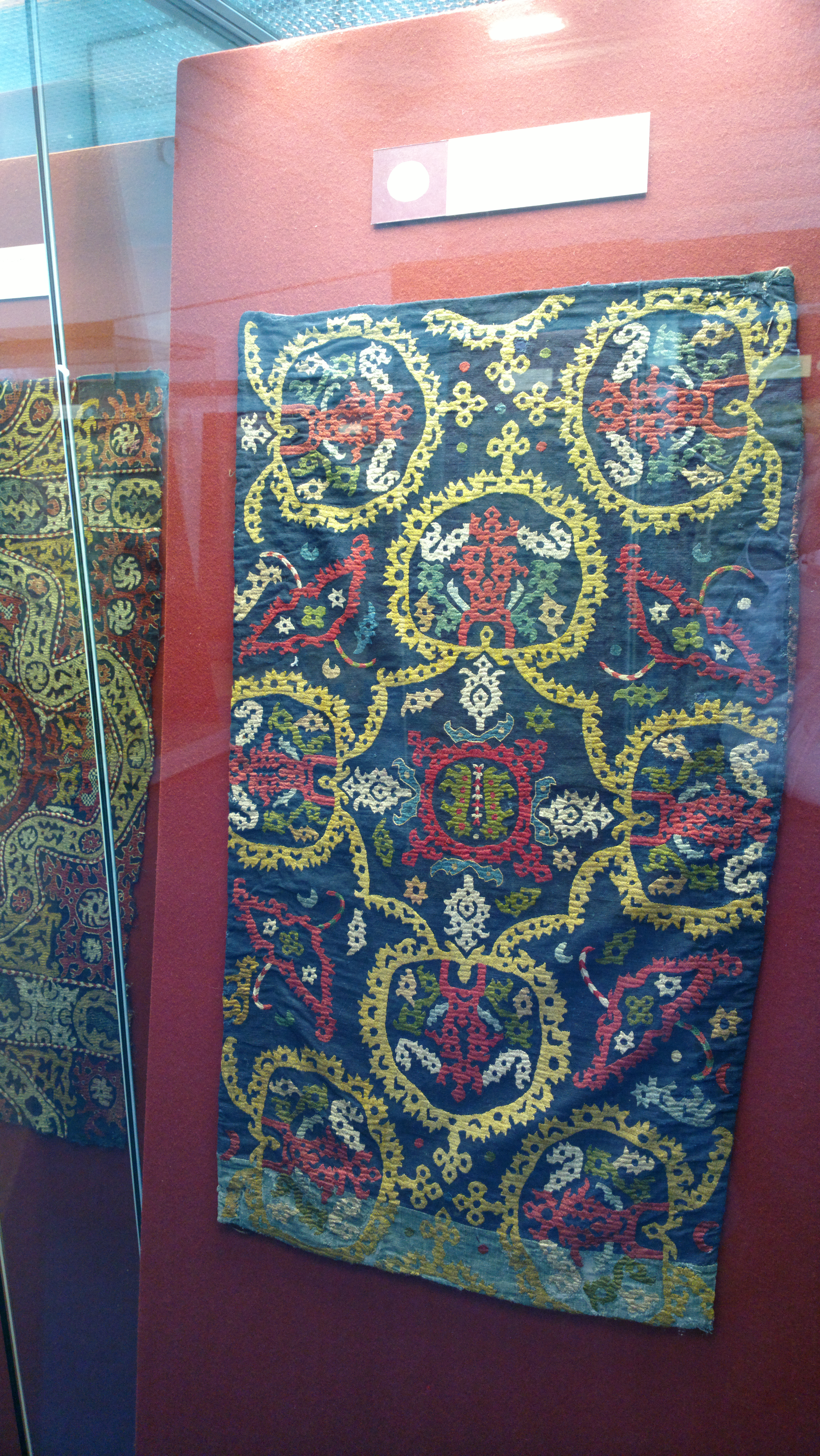
Середина XIX века, Дагестанская область
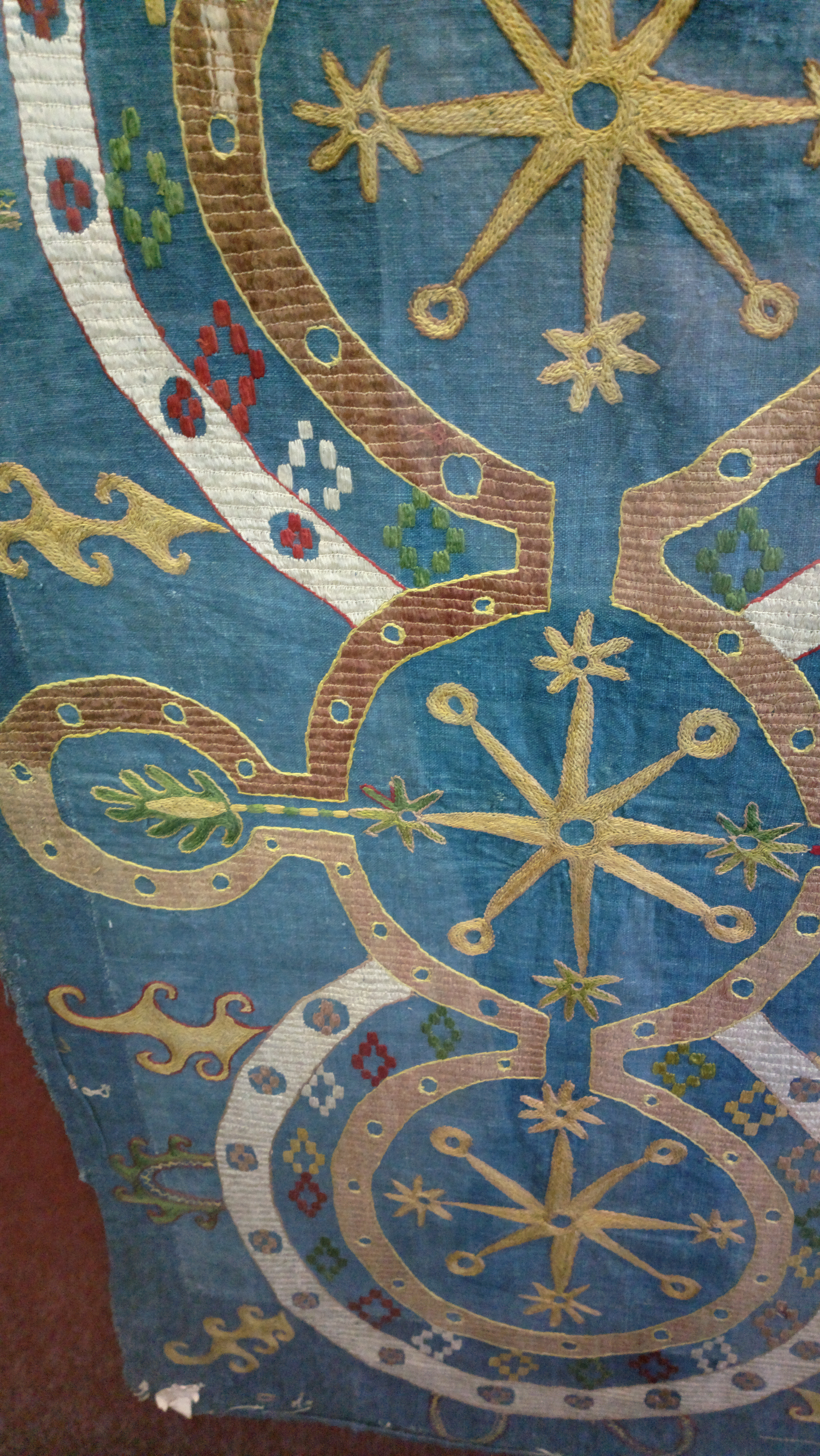
Стежки кайтагской вышивки крупным планом
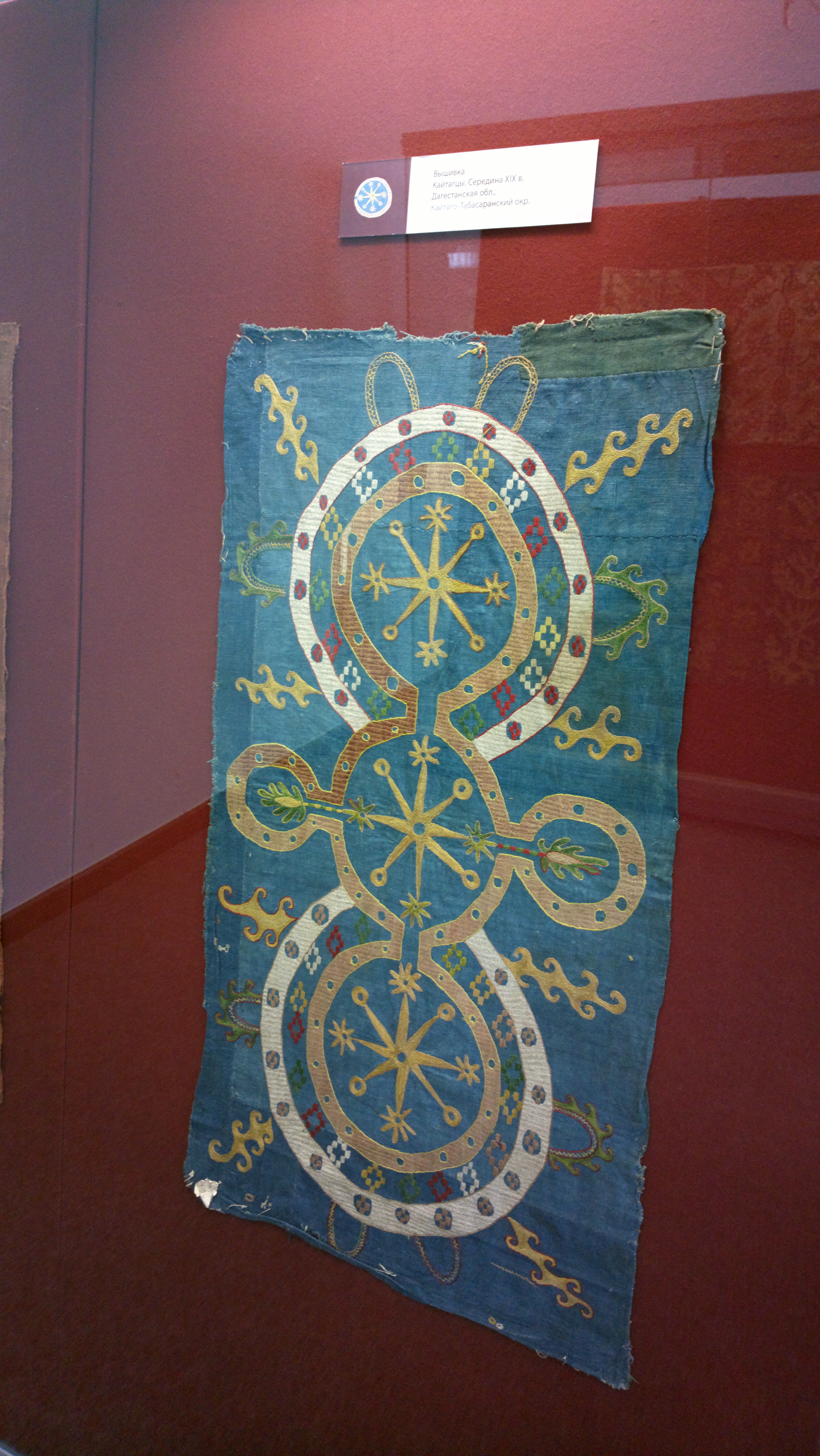
Середина XIX века, Кайтаго-Табасаранский район